# Udangudi
Udangudi là một thị xã panchayat của quận Toothukudi thuộc bang Tamil Nadu, Ấn Độ.

## Nhân khẩu
Theo điều tra dân số năm 2001 của Ấn Độ, Udangudi có dân số 19.347 người. Phái nam chiếm 48% tổng số dân và phái nữ chiếm 52%. Udangudi có tỷ lệ 81% biết đọc biết viết, cao hơn tỷ lệ trung bình toàn quốc là 59,5%: tỷ lệ cho phái nam là 83%, và tỷ lệ cho phái nữ là 79%. Tại Udangudi, 12% dân số nhỏ hơn 6 tuổi.